# Star Wars: Outlaws
Star Wars: Outlaws is een Star Wars-spel dat is ontwikkeld door Massive Entertainment en uitgegeven door Ubisoft voor PlayStation 5, Xbox Series en Windows. Deze spelstudio is bekend van onder andere The Division.

## Plot
Dit spel draait om de nieuwe premiejager Kay Vess, een opkomende schurk die op zoek is naar vrijheid en de middelen om een nieuw leven te beginnen, samen met haar metgezel Nix.

## Gameplay
Star Wars: Outlaws is het eerste openwereldspel van het Star Wars-universum waarin de speler de melkweg en individuele planeten en zonnestelsels kan verkennen. Dit speelt zich af tussen de gebeurtenissen van The Empire Strikes Back en Star Wars: Episode VI: Return of the Jedi. Dit betekent dat het Galactisch Keizerrijk nog altijd een cruciaal onderdeel speelt in het verhaal De speler kan bijvoorbeeld verschillende planeten verkennen in het heelal, zowel iconische als nieuwe planeten.

## Ontvangst
| Recensiescore       | Recensiescore               |
| Recensieverzamelaar | Score                       |
| ------------------- | --------------------------- |
| Metacritic          | 76% (PC) 75% (PS5) 75% (XS) |
| Publicist           | Score                       |
| Eurogamer           | 2/5                         |
| GameSpot            | 6                           |
| IGN                 | 7                           |
| PC Gamer (VS)       | 73%                         |

Het spel ontving overwegend positieve recensies. Men prees de gameplay en de toevoeging van het personage Nix. Kritiek was er op het ontbreken aan nieuwe ideeën en diverse technische fouten.